# 彼女は宇宙ゴミに殺された
「彼女は宇宙ゴミに殺された」（"She Was Killed by Space Junk"）は、アメリカ合衆国のテレビドラマ『ウォッチメン』の第1シーズン第3話であり、2019年11月3日にHBOで放送された。エピソードではかつて自警団員のシルク・スペクターであったが現在はFBIの対自警団部隊員を務めるローリー・ブレイク（ジーン・スマート）が初登場する。

## プロット
かつて2代目シルク・スペクターとして活動していたが、現在はFBIの対自警団部隊に所属するローリー・ブレイクはジョー・キーン・Jr上院議員とFBIからタルサの事件の捜査を命じられる。彼女は大人数のチームを率いる代わりにミニッツメンの歴史に精通した若手捜査官のデール・ペティのみを同行させることを決める。
到着したローリーは警察がジャッドの葬儀の準備をしていることを知り、彼の完全な検死が終わっていないことを懸念する。ローリーとデールは葬儀の前にアンジェラに会い、コーヒーを飲みながらの会話を持ちかける。葬儀中に自身の心音と連動したキルスイッチを備えた爆弾ベストを着た第7機兵隊員が近くの墓から現れ、キーン上院議員を人質に取る。ローリーは隠し持っていた銃で犯人を射殺して人質を解放し、アンジェラは遺体をジャッドの墓穴に落として棺桶で塞ぐことで爆発を押さえ込む。
警察は墓地を調査する。機兵隊が通ってきたトンネルを調べるアンジェラのもとにローリーが寄ってきてコーヒーを手渡す。ローリーはアンジェラにジャッドのクローゼットの隠し部屋の件や彼が吊された木の側の車椅子の跡など、彼の死に関して不審な点があることを知っていると語る。アンジェラはローリーの指摘を受けても冷静さを保ち、貰ったコーヒーを穴に捨てる。
その夜、ローリーは大きな青いバイブレータを取り出すが使わず、代わりにデールと寝る。その後ローリーは特別な電話ボックスを利用して火星のDr.マンハッタン宛てに録音メッセージを残す。彼女はマンハッタンにかつて仲間であったナイトオウル、Dr.マンハッタン、オジマンディアスのことを「レンガのジョーク」として語り、エピソード内で断片的に描かれる。電話ボックスから出たローリーは空から落ちてきたアンジェラの車と遭遇する。ローリーは夜空の火星を見上げて笑い声を上げる。 
田舎の邸宅の主は城の中にあるもので作ったサバイバルスーツをフィリップスのクローンの1人に着せて実験するが失敗に終わる。主はより頑丈な材料が必要であると考え、革を手に入れるためにバイソンを狩ろうとするが、丘の上に現れた狩猟監督官からの警告をうけてしまう。主は監禁の規則破りに関する狩猟監督官からの警告に対して反抗的な声明文を「エイドリアン・ヴェイト」と署名付きで出す。彼はオジマンディアスの衣裳で狩りに戻る準備を始める。

## 製作

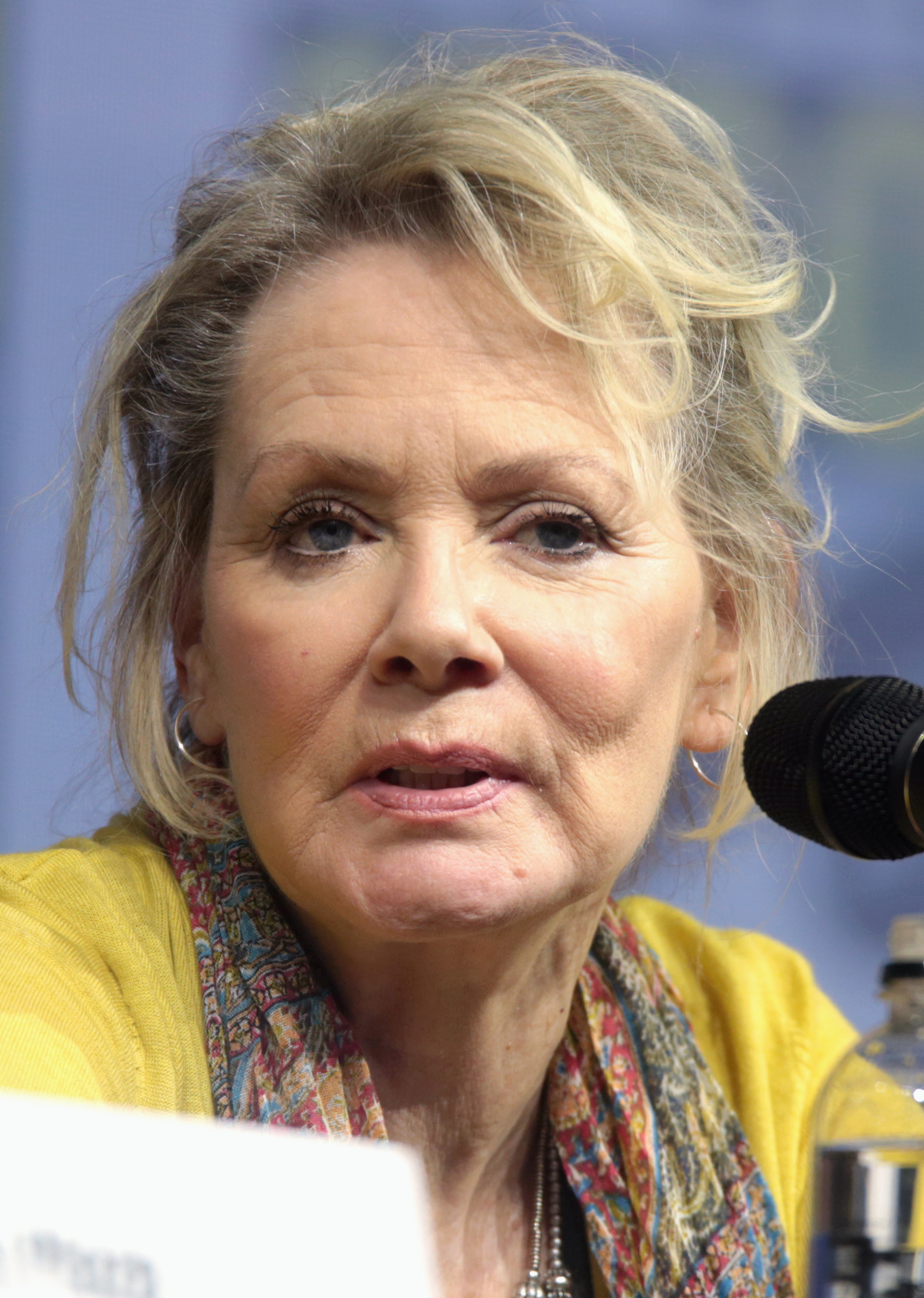
このエピソードで初登場したローリー・ブレイク役のジーン・スマートの演技は高く評価された。

「彼女は宇宙ゴミに殺された」はジーン・スマートが演じ、かつては2代目シルク・スペクターとして知られていたキャラクターのローリー・ブレイクに焦点が当てられた。ショーランナーのデイモン・リンデロフは原作の主人公のうちローリーは未完了のままであると述べた。ローリーは巨大イカによるニューヨーク攻撃事件を受けてダニエル・ドライバーグことナイトオウルと共に非合法な自警活動に復帰し、そして彼女の父親であるコメディアンのようになるかどうかが検討される。リンデロフは原作からテレビシリーズまでの30年の間にローリーに起こりえることを考えなければならず、思いついたアイデアの1つはローリーが原作中では母親の後を継いで自警団となったことにより、その後に彼女が父親と同じことをするのがどのようなものかを見ることであった。これらの経験の組み合わせにより、リンデロフはローリーが自警団を厄介なものと見なすようになり、FBIの対自警団部隊に加わる理由になると感じた。そのためにローリーは非常に防御的なキャラクターとして描かれており、他人をほとんど信頼せず、感情をあらわにしたり過去を語ったりすることが滅多ない。リンデロフはローリーのキャラクター像を『ワーキング・ガール』のシガニー・ウィーバーに例え、スマートが同様の役割を果たせる女優であるとみなしていた。スマートはオファーを受ける前に原作を読んでいなかったが、ローリーが過去からの「あらゆる種類の荷物」を持つ面白いキャラクターであると彼女は見なしたために出演契約を交わした。
またこのエピソードではジェレミー・アイアンズのキャラクターが元自警団のオジマンディアスことエイドリアン・ヴェイトであったことが明かされた。このエピソードの放送までHBOはアイアンズの役名を「A Lord of a Country Manor」としていたが、第1話放送後の時点で多くのテレビ評論家や視聴者によってヴェイトであると推測されていた。リンデロフは番組にはヴェイトの登場が不可欠であると考え、また原作の好きなキャラクターでもあり、彼を描く上で多くの「矛盾した感情」を引き起こした。リンデロフは原作中のヴェイトが全ての事件をほぼ完全に制御下においており、番組では制御の及ばない状況下のヴェイトを描きたかったと述べた。アイアンズは原作のヴェイトの物語の要約とテレビシリーズでのヴェイトのアイデアを聞いた後に彼がキャラクターを演じるように描かれたと述べ、キャラクターを「エニグマ」と呼び、提案された役柄が「魅力的で、突飛で、奇妙で、完全に魅力的だった」と説明した。
エピソードの冒頭ではローリー・ブレイクが偽の銀行強盗団を率いてリー・ターゲセンが演じる自警団のMr.シャドウを捕らえる。Mr.シャドウはバットマンのパロディとして描かれた。衣裳デザイナーのメーガン・カスパーリクハイテクガジェットを含むバットマンのような衣裳を描き、これは犯罪と闘うために資金を惜しまない金持ちとしてのMr.シャドウのキャラクターの特徴となった。衣裳は以前に多くのマーベル・シネマティック・ユニバースの映画の製作を行っていた地元アトランタの製作者の協力の下で作り上げられた。エピソードのタイトルはディーヴォのアルバム『頽廃的美学論』に収録されている曲「スペース・ジャンク」の歌詞からの引用されており、キーン上院議員がローリーのもとを訪れた場面で彼女はそれを聴いている。

## 評価

### 批評家の反応
Rotten Tomatoesでは31件のレビューで支持率は100%、平均点は8.82/10となり、「元自警団のFBI捜査官であるローリー・ブレイクを演じるジーン・スマートの素晴らしい演技によって盛り上がるだけでなく、タルサに彼女が到着することで「彼女は宇宙ゴミに殺された」は豪快な方法で昔のコミック本に結びつけられている」とまとめられた。

### 視聴率
初放送時の視聴者数は推定64万8000人である。